# Tehuis voor werkenden
Tehuis voor werkenden, in Vlaanderen, is een semiresidentiële voorziening waar personen met een handicap die overdag tewerkgesteld (geweest) zijn, kunnen verblijven wanneer zij niet zelfstandig zonder voldoende begeleiding kunnen wonen, op voorwaarde dat ze hiervoor een zorgoriëntatie van het Vlaams Agentschap voor Personen met een Handicap hebben.